# (36857) 2000 SL126
2000 SL126 (asteroide 36857) é um asteroide da cintura principal. Possui uma excentricidade de 0.23617850 e uma inclinação de 5.91817º.
Este asteroide foi descoberto no dia 24 de setembro de 2000 por LINEAR em Socorro.